# Музей малюнків (Умео)
Музей малюнків (швед. Bildmuseet) — музей сучасного мистецтва в Умео, на півночі Швеції.

## Історія
Музей був заснований в 1981 році університетом Умео і він має шведське та міжнародне сучасне мистецтво, візуальну культуру, дизайн і архітектуру. У поєднанні з програмою виставок він також організовує лекції, покази, концерти, спектаклі та майстер-класи.
Навесні 2012 року музей переїхав у нове приміщення в кампусі мистецтв. Новий музей малюнків розташовується в семиповерховій будівлі (Архітектура: Henning Larsen Architects) і був відкритий для громадства 19 травня 2012 року.
Зовнішні межі будівлі покриті безладно розташованими вікнами. Будівля оформлена в білому кольорі з вікнами, що виходять на річку Уре..

## Посилення
- Офіційний сайт